# Drapeau du Fort Mercer
 (août 2023).
Le drapeau du Fort Mercer est une variante du drapeau américain flottant au Fort Mercer vers 1777 pendant la Révolution américaine. Ce drapeau unique avait des couleurs inversées similaires à celles du drapeau Serapis. Certaines répliques du drapeau contiennent généralement des étoiles inversées et un ratio plus large,.